# Ллойд, Гарри
Га́рри Чарльз Со́лсбери Ллойд (англ. Harry Charles Salusbury Lloyd, род. 17 ноября 1983, Лондон) — британский актёр театра, кино и телевидения.

## Биография
Родился в Лондоне. Прапраправнук викторианского писателя Чарльза Диккенса (по матери Мэрион Диккенс, издателя книг для детей, дочери капитана Питера Диккенса). Двоюродный брат биографа и писательницы Люсинды Хоксли, а также актёра и исполнителя Джеральда Диккенса.
Ллойд получил образование в Итонском колледже, затем обучался в Крайст-Чёрче в Оксфорде, где присоединился к Драматическому обществу Оксфордского университета. Окончил Оксфорд в 2005 году.

## Творчество
Ещё во время обучения в Итонском колледже снялся в роли юного Стирфорта в фильме «Дэвид Копперфилд» 1999 года (заглавную роль в картине исполнил Дэниел Рэдклифф) — экранизации одноимённого романа Чарльза Диккенса. В 2002 году сыграл молодого Риверса в телефильме «Прощайте, мистер Чипс».
В период обучения в Оксфорде сыграл в нескольких пьесах, в частности роль Валентина в спектакле «Поцелуй женщины-паука» по одноимённому роману Мануэля Пуига и роль Антифола Сиракузского в шекспировской «Комедии ошибок» для летнего тура Драматического общества Оксфордского университета по Японии в 2005 году, в котором он участвовал вместе с Фелисити Джонс.
Сыграл Уилла Скарлета в первых двух сезонах телесериала «Робин Гуд» (2006) производства Би-би-си.
В начале 2007 года Ллойд дебютировал на профессиональной театральной сцене Trafalgar Studios в A Gaggle of Saints в одной из трёх коротких пьес Нейла Лебюта, которые составляют единую композицию «Удар» и обычно играются подряд в рамках одной постановки. За эту роль получил большое количество позитивных рецензий.
В том же году Ллойд сыграл Джереми Бейнса, студента, чей разум был захвачен инопланетянами, в сериях «Семья крови» и «Человеческая натура» телесериала «Доктор Кто». Предполагалось, что он мог стать новым исполнителем роли Доктора в этом сериале, после того как проект покинул Дэвид Теннант.
В 2009 году Ллойд снялся в комедии Би-би-си Taking The Flak.
В сериале HBO «Игра престолов» — экранизации серии романов в жанре фэнтези «Песнь льда и огня» Джорджа Мартина — Ллойд сыграл «короля-попрошайку» Визериса Таргариена.

## Роли

### Фильмография
| Год       |     | Русское название                      | Оригинальное название     | Роль                                   |
| --------- | --- | ------------------------------------- | ------------------------- | -------------------------------------- |
| 1999      | мтф | Дэвид Копперфилд                      | David Copperfield         | Юный Стирфорт                          |
| 2002      | тф  | До свиданья, мистер Чипс              | Goodbye, Mr. Chips        | Молодой Риверс                         |
| 2005      | с   | Отдел по расследованию убийств        | Murder Investigation Team | Мэтт Паттинсон                         |
| 2005      | с   | Чисто английское убийство             | The Bill                  | Мэтт Ричи                              |
| 2006      | с   | Холби Сити                            | Holby City                | Дэймон Хьюз                            |
| 2006      | с   | Признаки жизни                        | Vital Signs               | Джейсон Брэдли                         |
| 2006      | с   | Джинн в доме                          | Genie in the House        | Нев                                    |
| 2006—2007 | с   | Робин Гуд                             | Robin Hood                | Уилл Скарлетт                          |
| 2007      | с   | Доктор Кто                            | Doctor Who                | Джереми Бэйнс                          |
| 2008      | с   | BBC. Великие воины                    | Heroes and Villains       | Лукас                                  |
| 2008      | мтф | Любовница Дьявола: Унесённые страстью | The Devil's Whore         | Принц Руперт                           |
| 2009      | с   | Льюис                                 | Lewis                     | Питер                                  |
| 2009      | кор | Оскар и Джим                          | Oscar & Jim               | Герри                                  |
| 2009      | с   | Надевайте бронежилеты                 | Taking the Flak           | Александр Тэйлор-Пирс                  |
| 2011      | ф   | Джейн Эйр                             | Jane Eyre                 | Ричард Мэйсон                          |
| 2011      | с   | Игра престолов                        | Game of Thrones           | Визерис Таргариен                      |
| 2011      | ф   | Железная леди                         | The Iron Lady             | Юный Денис Тэтчер                      |
| 2011      | мтф | Большие надежды                       | Great Expectations        | Герберт Покет                          |
| 2011      | кор | Полусвет                              | The Half-Light            | Второй человек                         |
| 2012      | с   | Пустая корона                         | The Hollow Crown          | Мортимер                               |
| 2012      | мтф | Страх                                 | The Fear                  | Мэтти Беккетт                          |
| 2013      | кор | Желание                               | Desire                    | Крис                                   |
| 2013      | ф   | Ближе к Луне                          | Closer to the Moon        | Вергилий                               |
| 2014      | ф   | Большие важные вещи                   | Big Significant Things    | Крэйг Харрисон                         |
| 2014      | ф   | Клуб бунтарей                         | The Riot Club             | Лорд Бунтарь                           |
| 2014      | ф   | Вселенная Стивена Хокинга             | The Theory of Everything  | Брайан                                 |
| 2014—2015 | с   | Манхэттен                             | Manhattan                 | Пол Кросли                             |
| 2015      | мтф | Волчий зал                            | Wolf Hall                 | Гарри Перси                            |
| 2015      | с   | Величайший Твитер                     | Supreme Tweeter           | Гарри Ллойд                            |
| 2015      | ф   | Наркополис                            | Narcopolis                | Учёный                                 |
| 2016      | ф   | Антропоид                             | Anthropoid                | Адольф Опалка                          |
| 2016      | с   | Марчелла                              | Marcella                  | Генри Гибсон                           |
| 2017—2019 | с   | По ту сторону                         | Counterpart               | Питер Куайл                            |
| 2017      | ф   | Жена                                  | The Wife                  | молодой Джо Кастельман                 |
| 2019      | ф   | Шоу                                   | The Show                  | Джеффри                                |
| 2019      | с   | Легион                                | Legion                    | Чарльз Ксавьер                         |
| 2019      | ф   | Филофобия                             | Philophobia               | мистер Джексон                         |
| 2020      | с   | Дивный новый мир                      | Brave New World           | Бернард Маркс                          |
| 2021—2024 | мс  | Аркейн                                | Arcane                    | Виктор (озвучка)                       |
| 2022      | ф   | Пропавший король                      | The Lost King             | Ричард III                             |
| 2024      | мс  | Звёздные войны: Бракованная партия    | Star Wars: The Bad Batch  | капитан Манн / штурмовик № 2 (озвучка) |
| 2024      | с   | Halo                                  | Halo                      | Монитор (озвучка)                      |

### Театр
| Год                       | Русское название      | Оригинальное название    | Роль                | Место премьеры                     |
| ------------------------- | --------------------- | ------------------------ | ------------------- | ---------------------------------- |
| 2005                      | Поцелуй женщины-паука | Kiss of the Spider Woman | Валентин            | Oxford University Dramatic Society |
| 2005                      | Комедия ошибок        | The Comedy of Errors     | Антифол Сиракузский | Oxford University Dramatic Society |
| 2007                      |                       | A Gaggle of Saints       | Джон                | Trafalgar Studios                  |
| 2007                      | Манфред               | Manfred                  | Манфред             | King’s Head Theatre                |
| 2007                      | Хорошая семья         | The Good Family          | Янне                | Ройал-Корт                         |
| С 29 марта по 9 июня 2012 | Герцогиня Мальфи      | The Duchess of Malfi     | Герцог Фердинанд    | The Old Vic                        |

## Награды и номинации
| Награды и номинации | Награды и номинации              | Награды и номинации               | Награды и номинации | Награды и номинации | Награды и номинации |
| Год                 | Награда                          | Категория                         | Фильм или сериал    | Результат           | Примечания          |
| ------------------- | -------------------------------- | --------------------------------- | ------------------- | ------------------- | ------------------- |
| 2013                | BAFTA TV                         | Лучшая мужская роль второго плана | Страх               | Номинация           |                     |
| 2014                | Guam International Film Festival |                                   | Большие важные вещи | Номинация           |                     |
| 2015                | Gopo Awards                      | Лучший актёр                      | Ближе к Луне        | Номинация           |                     |